# 莱万托
莱万托（義大利語：Levanto），是意大利拉斯佩齐亚省的一个市镇。总面积38平方公里，人口5599人，人口密度147.3人/平方公里（2009年）。ISTAT代码为011017。

## 照片库

莱万托 - Levanto
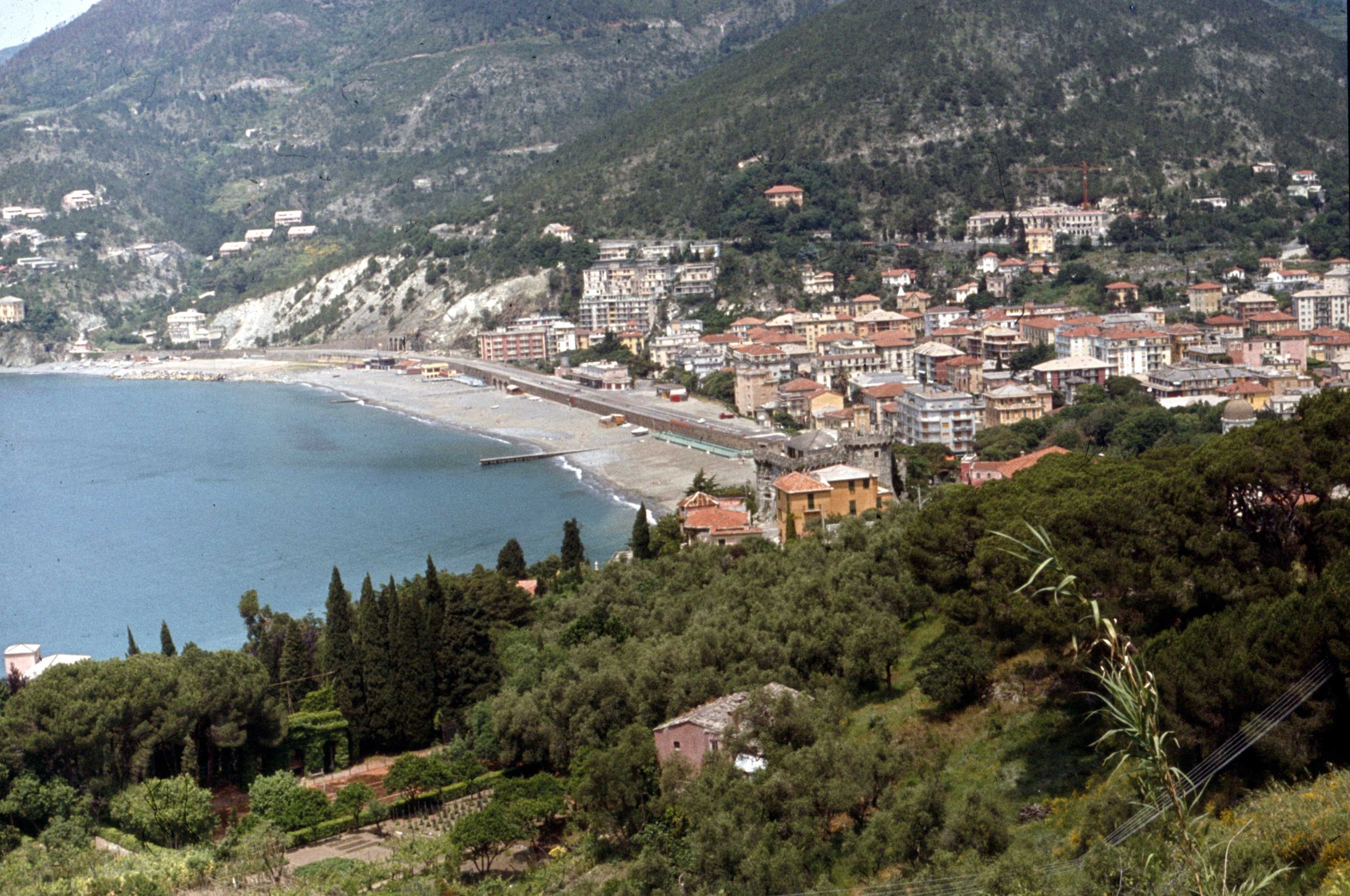
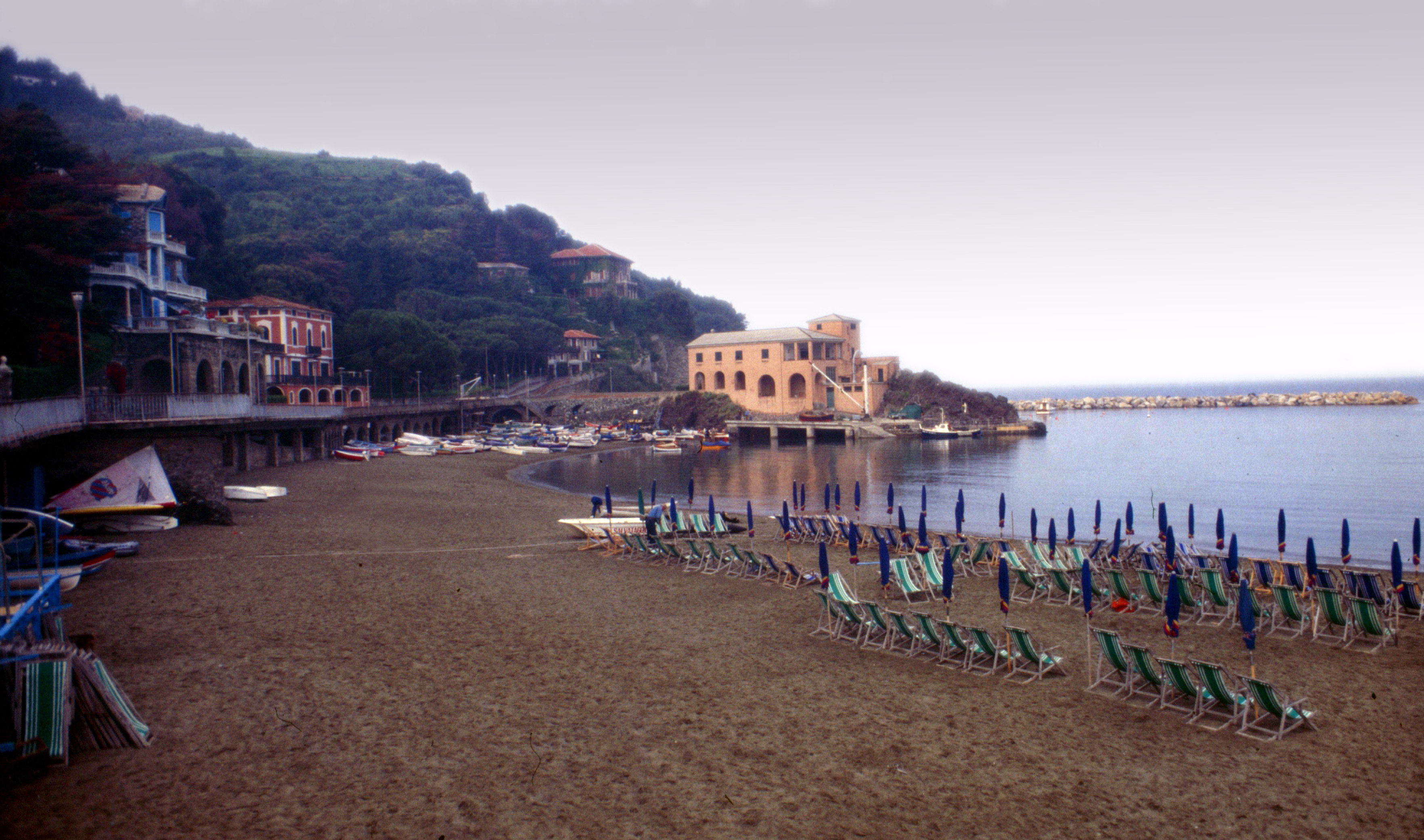
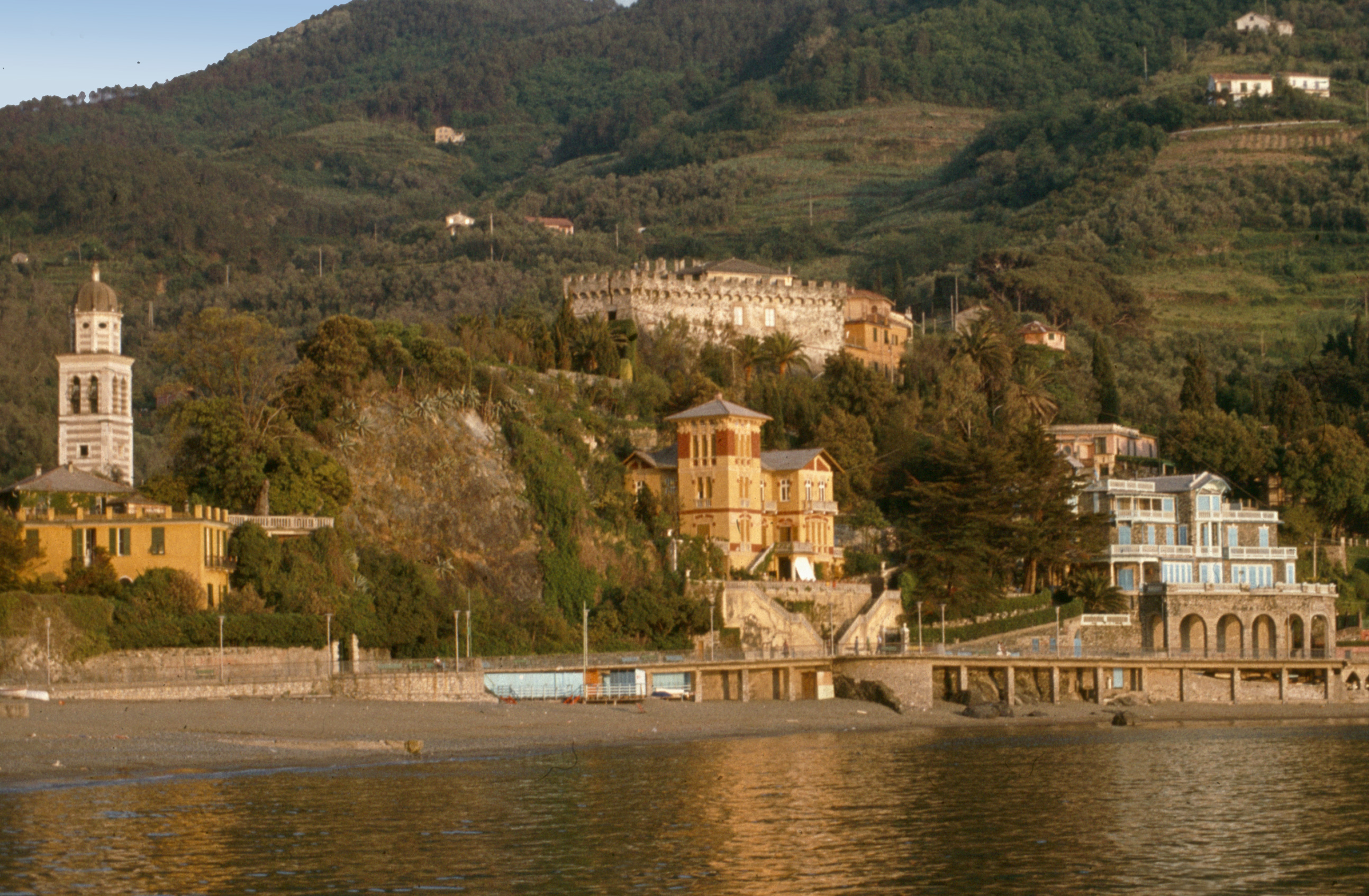
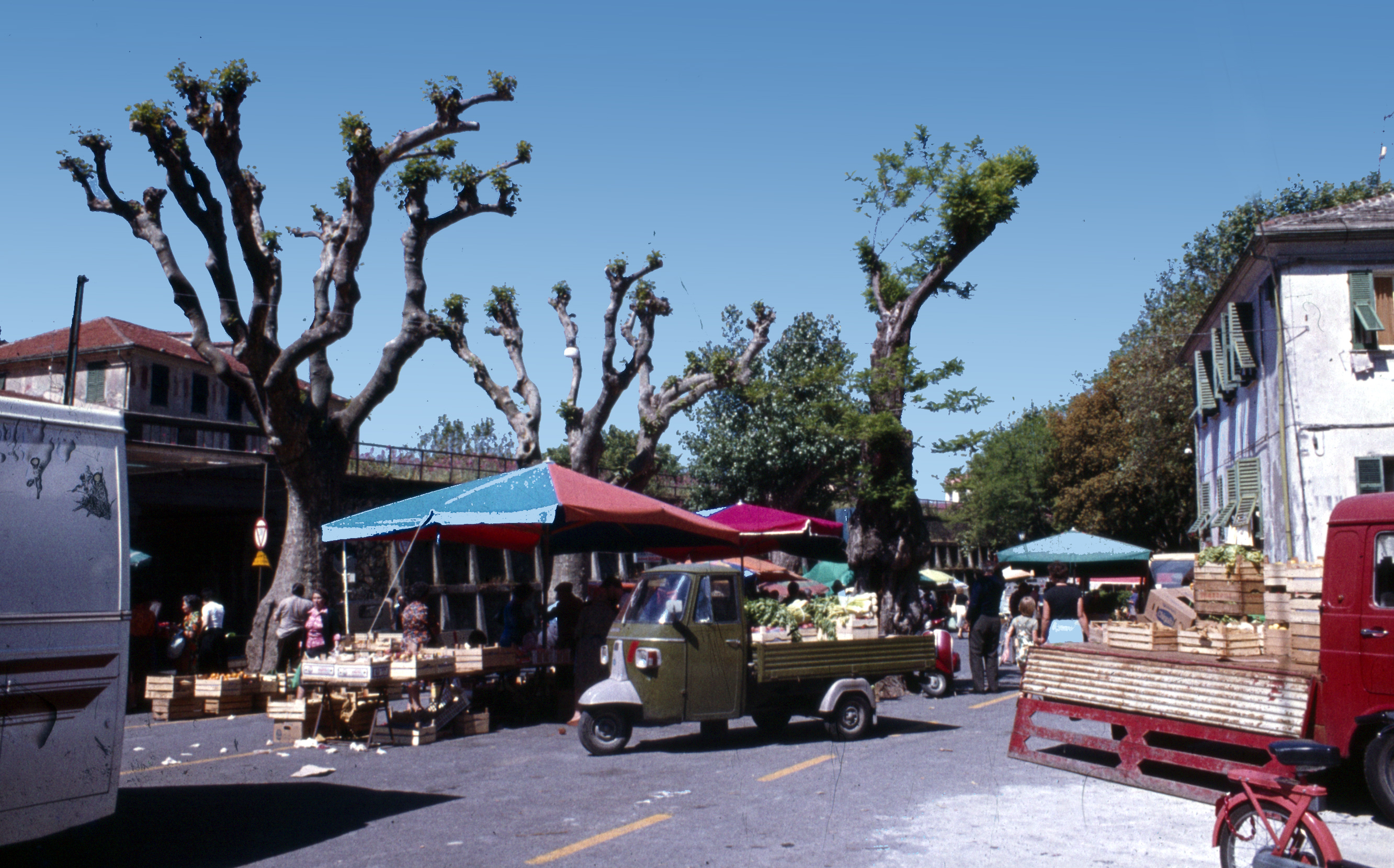
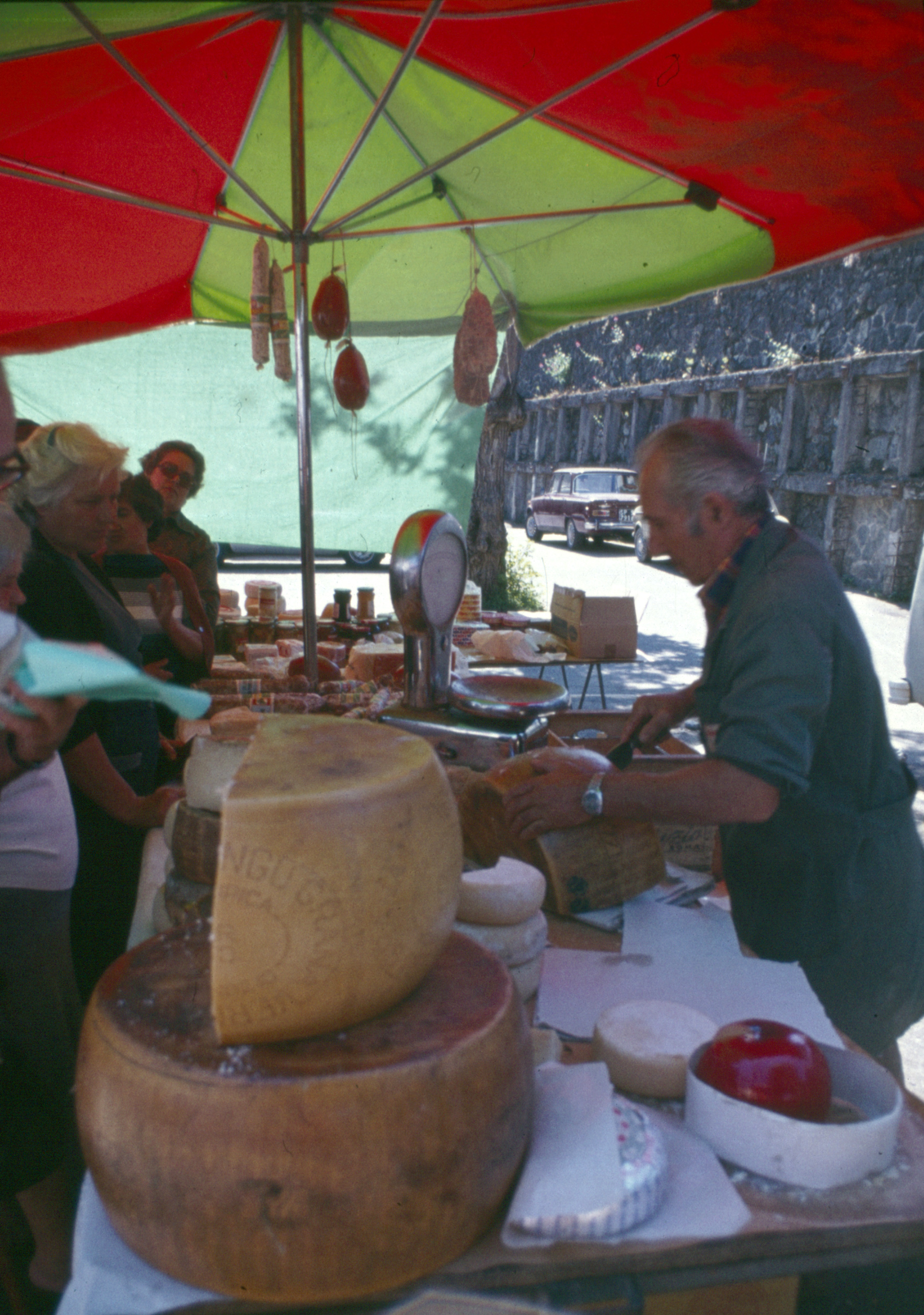
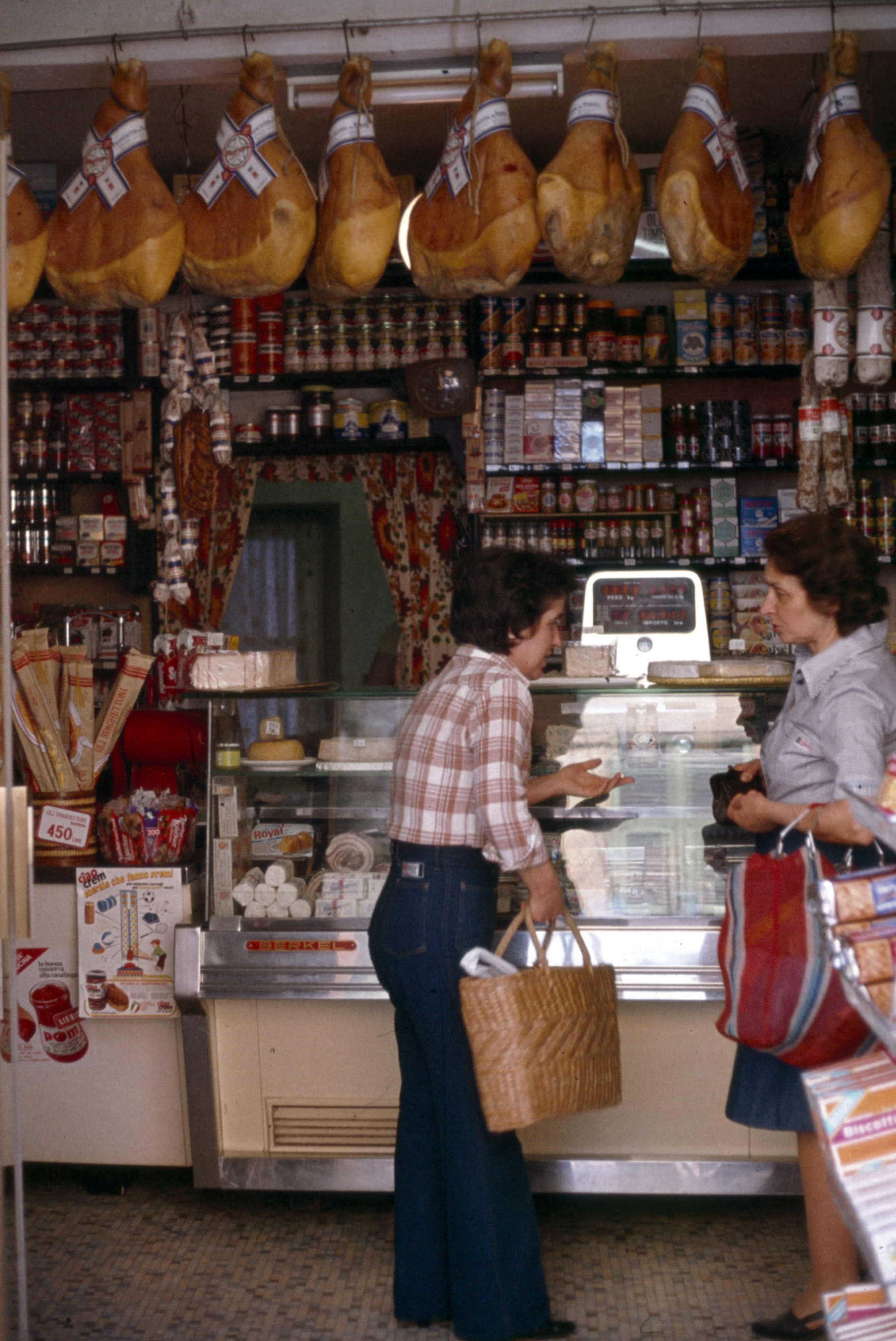
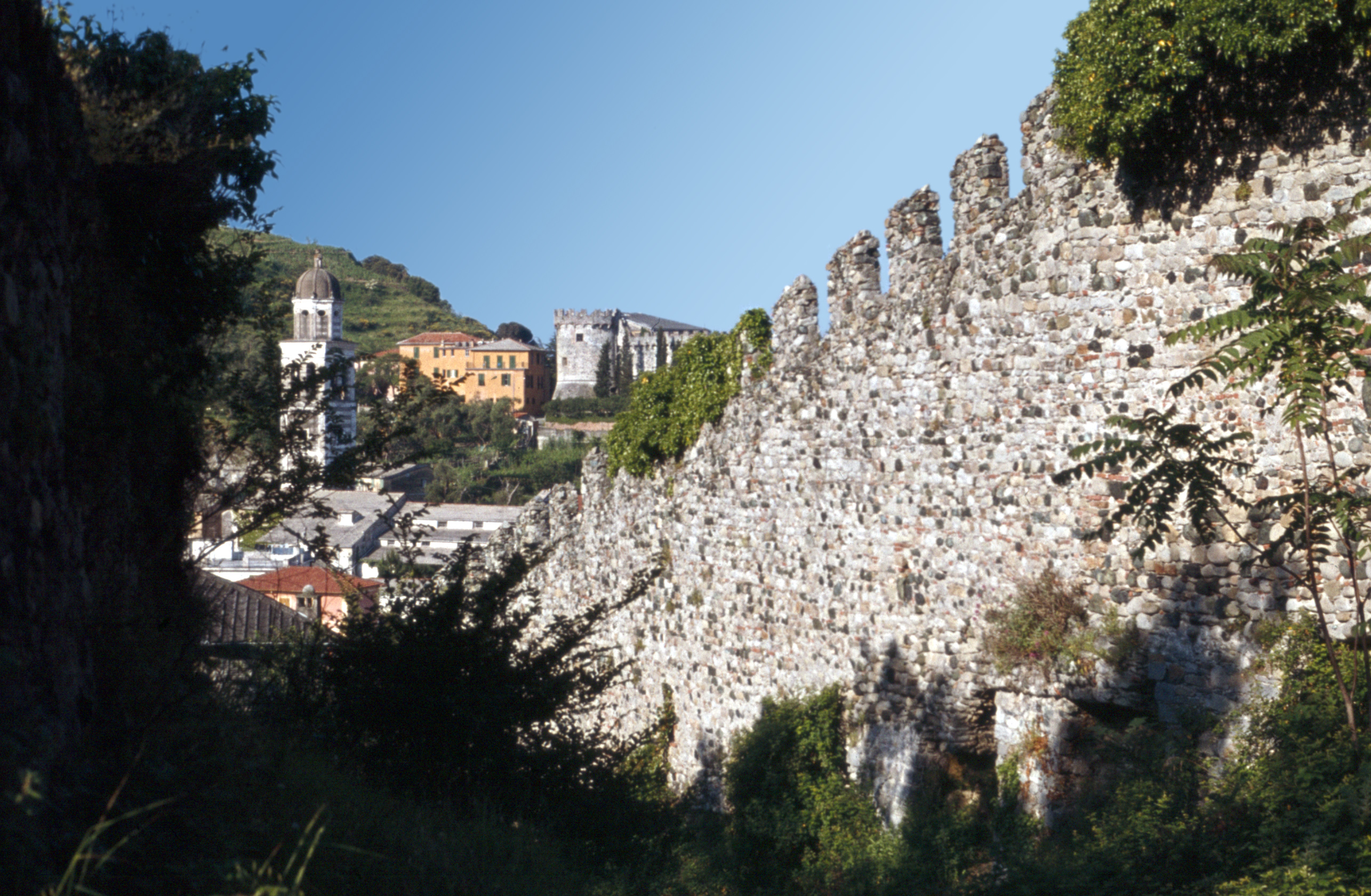
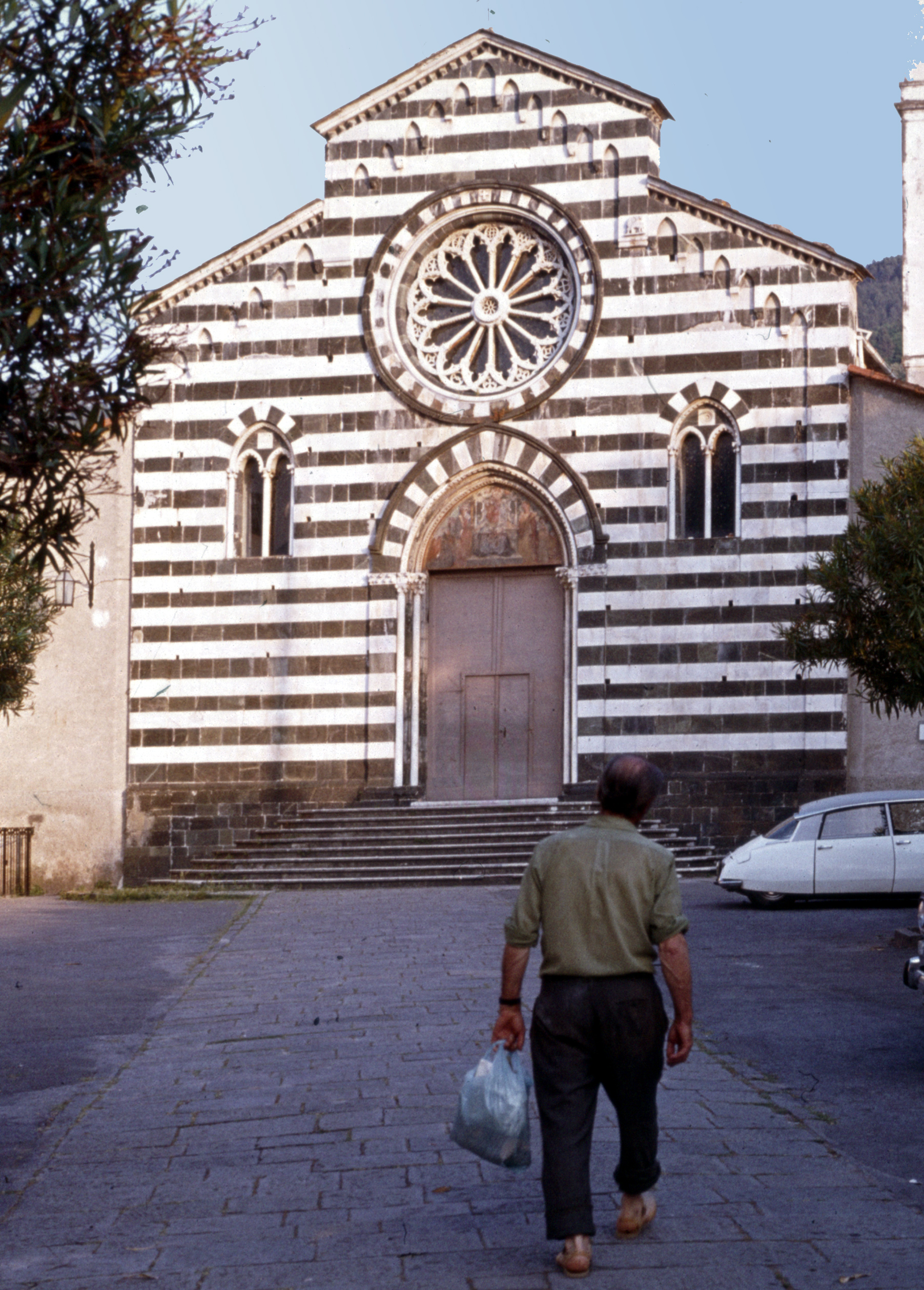